# Феррарессо, Диего
Диего Феррарессо (болг. Диего Фераресо, порт.-браз. Diego Ferraresso; 21 мая 1992, Серра-Негра, Сан-Паулу, Бразилия) — болгарский и бразильский футболист, защитник польского клуба «Краковия».

## Биография

### Клубная карьера
Родился 21 мая 1992 года в бразильском городе Серра-Негра. Футболом начинал заниматься в Бразилии, откуда в 2007 году перешёл в молодёжную команду болгарского «Литекса». На взрослом уровне начал выступать с 2009 года, однако не смог стать основным игроком в команде и зимой 2011 года был отдан в аренду в клуб второго дивизиона «Чавдар», где провёл полтора сезона. По окончании аренды летом 2012 года, покинул «Литекс» и подписал контракт с пловдивским «Локомотивом». С 2014 по 2016 год выступал за софийскую «Славию». Летом 2016 года перешёл в польскую «Краковию». Дебютировал в чемпионата Польши 5 августа в матче с краковской «Вислой», в котором вышел на замену на 72-й минуте вместо Якуба Войцицки.

### Карьера в сборной
В 2012 году, после проведённых в Болгарии 5 лет, Феррарессо получил местный паспорт и в том же году был вызван на сбор молодёжной сборной Болгарии.

## Достижения
«Литекс»
- Чемпион Болгарии: 2009/10
- Обладатель Кубка Болгарии: 2008/09